# Zgromadzenie Sióstr Najświętszej Duszy Chrystusa Pana
Zgromadzenie Sióstr Najświętszej Duszy Chrystusa Pana – żeńskie zgromadzenie zakonne, założone w 1923 przez Zofię Tajber. Dom generalny zakonu mieści się w Krakowie w dzielnicy Prądnik Biały – była to zarazem pierwsza placówka zgromadzenia. Swoją misję Zgromadzenie uważa szerzenie czci Najświętszej Duszy Chrystusa Pana, życie obecnością Chrystusa i budowanie Jego Mistycznego Ciała pod opieką Najświętszej Maryi Panny jako Matki tego Mistycznego Ciała. W Polsce zakon działa na terenie archidiecezji: gdańskiej, krakowskiej, warszawskiej, szczecińsko-kamieńskiej i diecezji koszalińsko-kołobrzeskiej. Członkinie zakonu pomagają w prowadzeniu parafii, uczestniczą w pracy wychowawczo-oświatowej i charytatywno-społecznej. Poza granicami Polski zakonnice obecne są na terenie USA od 1976 (pomagają w prowadzeniu parafii na Florydzie, oraz od 1991 uczestniczą w misjach w Kamerunie (wioska Djouth w archidiecezji Bertoua, dom formacyjny w Abong Mbangu).